# Rhododendron evelyneae
Rhododendron evelyneae är en ljungväxtart som beskrevs av Danet. Rhododendron evelyneae ingår i släktet rododendron, och familjen ljungväxter. Inga underarter finns listade i Catalogue of Life.